# Пілюгінська сільська рада
Пілю́гінська сільська рада (рос. Пилюгинский сельский совет) — сільське поселення у складі Бугурусланського району Оренбурзької області Росії.
Адміністративний центр — село Пілюгіно.

## Історія
2005 року були ліквідовані Івановська сільська рада (село Івановка, присілок Бурновка) та Лукинська сільська рада (присілки Безводовка, Верігіно, Лукинка, селище Різвий), території увійшли до складу Пілюгінської сільради; була ліквідована Коптяжевська сільська рада (село Коптяжево, селище Теребилово), територія увійшла до складу Кокошеєвської сільради (село Кокошеєвка, присілки Новонагаткіно, Чабла, селище Пчелиний). 2013 року ліквідована Кокошеєвська сільська рада, територія увійшла до складу Пілюгінської сільради.

## Населення
Населення — 2722 особи (2019; 3335 в 2010, 4415 у 2002).

## Склад
До складу сільської ради входять:
| Населений пункт         | Населення, осіб (2002) | Населення, осіб (2010) |
| ----------------------- | ---------------------- | ---------------------- |
| Безводовка, присілок    | 63                     | 17                     |
| Бурновка, присілок      | 115                    | 50                     |
| Верігіно, присілок      | 34                     | 28                     |
| Виходний, селище        | 168                    | 143                    |
| Жуково, присілок        | 174                    | 66                     |
| Затоновський, селище    | 244                    | 147                    |
| Івановка, село          | 375                    | 245                    |
| Кокошеєвка, село        | 403                    | 330                    |
| Коптяжево, село         | 424                    | 333                    |
| Лукинка, присілок       | 125                    | 100                    |
| Нова Волинь, селище     | 8                      | 1                      |
| Новонагаткіно, присілок | 49                     | 18                     |
| Пілюгіно, село          | 1699                   | 1492                   |
| Пчелиний, селище        | 6                      | 0                      |
| Різвий, селище          | 183                    | 140                    |
| Робочий, селище         | 245                    | 154                    |
| Теребилово, селище      | 21                     | 0                      |
| Чабла, присілок         | 79                     | 71                     |